# Amphibologie
L’amphibologie (substantif féminin), du grec amphibolia (action de « lancer de tous côtés »), est, en logique, une construction grammaticale qui permet à une phrase d'avoir deux sens différents (indécidabilité) et qui peut conduire à un raisonnement fallacieux.
L'amphibologie est également une figure de style qui consiste en une ambiguïté grammaticale qui peut donner lieu à diverses interprétations d'une même phrase.

## Exemples
« Et osent les vaincus les vainqueurs dédaigner »

— Joachim du Bellay,  Les Antiquités de Rome (XIV)
- Qui, des vaincus ou des vainqueurs, constitue respectivement le sujet et le complément d'objet direct de la phrase ?

« L'oracle de Delphes dit à Crésus que s'il continuait la guerre, il détruirait un grand royaume — il n'avait pas précisé qu'il s'agirait du royaume de Crésus lui-même »

— Hérodote, Histoires

« Les vieux ne devraient pas être autorisés à conduire sur les routes, c'est bien trop dangereux. »

- Cette phrase peut être comprise de deux manières : les « vieux » rendent la route dangereuse pour les autres, et de ce fait ne devraient pas être autorisés à conduire, ou les routes sont si dangereuses qu'on ne devrait pas laisser les vieux y conduire, pour leur propre bien. (À noter qu'elle peut encore avoir un troisième sens : les « vieux » sont autorisés à conduire, mais ailleurs que sur les routes ; et même un quatrième : l'autorisation elle-même serait dangereuse, plus que la conduite des « vieux » ou la route.)

« Elle est sortie en pleurant du café. »

- Cette phrase peut avoir deux sens : pleure-t-elle en sortant du café (le bistrot) ou pleure-t-elle du café en guise de larmes ?

« Il quitte sa femme le jour de son anniversaire. »

- Est-ce l’anniversaire de sa femme ou le sien ?

L'amphibologie permet fréquemment le mot d'esprit ou witz. Par exemple, « un enfant sur trois naît indien ou chinois. C'est bien embêtant : ma femme en veut un troisième, et je ne parle aucune des deux langues ». L'équivoque est encore plus facile en langue anglaise dont les structures grammaticales sont plus simples que celles du français[réf. nécessaire]. Le jeu sur ces ambiguïtés d'ailleurs a fait les beaux jours de Mad magazine, surtout dans les années 1950.

## Définition

### Définition linguistique
L'amphibologie fait partie de la classe des ambiguïtés. Longtemps perçue comme une faute de construction, elle est néanmoins très employée pour un objectif communicationnel précis. La figure repose sur une impossibilité de déterminer le sens, en raison d'un brouillage morpho-syntaxique : la construction de la phrase peut laisser apparaître deux interprétations différentes et concurrentes.
L'amphibologie est une figure favorisée par l'usage libre de la ponctuation et par la place assignée aux syntagmes, mais la figure est toujours caractérisée par une ambiguïté syntaxique, qui conditionne et aboutit à une ambiguïté sémantique, autrement appelée indécidabilité, permise par une ellipse souvent, ou encore une syllepse.
La construction incertaine du complément du nom notamment est un ressort spécifique de l'amphibologie ; « La crainte des ennemis » a ainsi deux sens, opposés : "la crainte qu'éprouvent les ennemis" ou "la crainte inspirée par les ennemis", ou les deux. L'objet décide donc de l'interprétation attendue ; on désigne ainsi l'objet grammatical selon le locuteur énonciatif : on parle de génitif subjectif dans le premier cas (les ennemis sont sujets de l'action) et de génitif objectif dans l'autre (les ennemis sont objet de l'action).
Le pronom relatif complément d'objet direct que en français favorise également la formation spontanée d'amphibologies, de même que certaines homonymies. La polysémie enfin se mêle souvent à la figure, surtout dans le langage poétique, afin de générer des effets de sens qui laissent au lecteur toute latitude d'interprétation :
Sous le pont Mirabeau coule la Seine

   Et nos amours

  Faut-il qu'il m'en souvienne
— Guillaume Apollinaire, Le pont Mirabeau
Deux sens peuvent s'offrir ici au lecteur lorsque le poème est récité : seul le fleuve coule, ou bien les amours coulent également. L'ambiguïté éventuelle, selon la prosodie, n'existe cependant pas dans la version écrite en raison de l'accord du verbe.

### Définition stylistique
L'amphibologie vise en majorité des effets comiques et ironiques[réf. nécessaire]. En ce sens, elle appartient aux jeux de mots et se rapproche de la syllepse, qui elle aussi, brouille la référence sémantique.
La remarque du comique américain Groucho Marx « J'ai tué un éléphant en pyjama » est totalement impertinente : l'image naissant des deux sens possibles est surréaliste (un éléphant en pyjama ou le narrateur en pyjama tuant un éléphant).

### Genres concernés

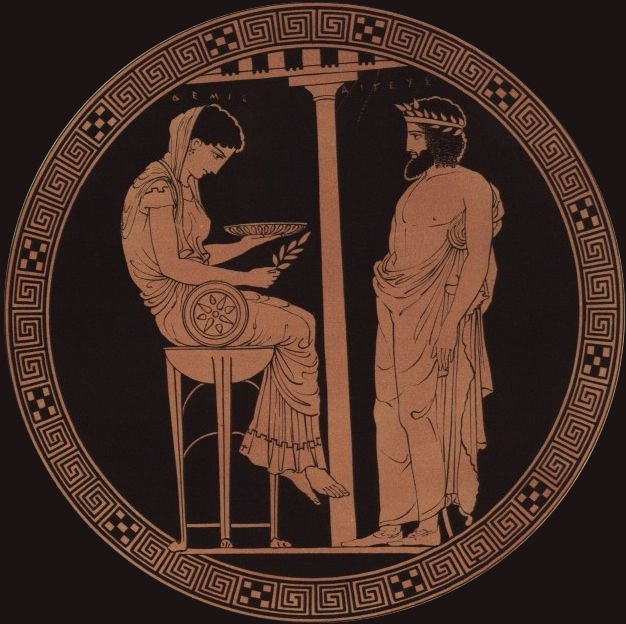
L'oracle de la Pythie

Les devins et oracles furent les premiers utilisateurs des amphibologies et des double sens : leur vision est souvent traduite par une ambiguïté syntaxique que seule la suite des événements lèvera.
La poésie en majorité utilise l'amphibologie, en premier lieu la poésie dite hermétique et symboliste comme celle de Maurice Maeterlinck ou de Mallarmé :
Fantôme qu'à ce lieu son pur éclat assigne

Il s'immobilise au songe froid de mépris

Que vêt parmi l'exil inutile le Cygne
On ne sait si l'adjectif inutile se réfère au cygne ou à l'exil, voire s'il est utilisé adverbialement. En définitive, le poème laisse le lecteur décider, et les auteurs jouent sur ce consensus d'interprétation pour favoriser des lectures à double niveau.
Les discours rhétoriques sont des lieux privilégiés pour former des amphibologies, et dont les discours politiques modernes héritent.

## Historique de la notion
Étudiées et collectées par Jean Charles dans Les Perles du facteur, les amphibologies sont une figure redécouverte par l'intérêt moderne pour le langage populaire.

### Figures proches
- Figure « mère »: ambiguïté
- Figures « filles » : aucune
- Paronymes : aucun
- Synonymes : équivoque, double sens
- Antonymes :